# Droga wojewódzka 633
Die Droga wojewódzka 633 (DW 633) ist eine 14 Kilometer lange Droga wojewódzka (Woiwodschaftsstraße) in der polnischen Woiwodschaft Masowien, die Warszawa mit Nieporęt verbindet. Die Strecke liegt in der Kreisfreien Stadt Warszawa und im Powiat Legionowski.

## Streckenverlauf
Woiwodschaft Masowien, Kreisfreie Stadt Warszawa
-  Warszawa (Warschau) (A 2, S 2, S 8, S 79, DK 2, DK 7, DK 8, DK 17, DK 61, DK 79, DW 580, DW 621, DW 629, DW 631, DW 634, DW 637, DW 706, DW 711, DW 717, DW 719, DW 724, DW 801, DW 898)

Woiwodschaft Masowien, Powiat Legionowski
- Michałów-Grabina
-  Rembelszczyzna (DW 632)
- Aleksandrów
-  Nieporęt (DW 631)